# إيتامار فرانكو
إيتامار أوغستو كاوتيرو فرانكو (بالبرتغالية: Itamar Augusto Cautiero Franco‏) (28 يونيو 1930 - 2 يوليو 2011)، رئيس البرازيل من 29 ديسمبر 1992 إلى 1 يناير 1995.
إضافة إلى شغله منصب الرئيس ومنصب نائب الرئيس فقد شغل مناصب متنوعة منذ دخوله إلى معترك السياسة منتصف خمسينات القرن الماضي ما بين سفير وحاكم ولاية ونائب في البرلمان.

## الحالة الاجتماعية
مطلق منذ عام 1971 وله بنتان.

## المناصب التي شغلها
- نائب رئيس للفترة من 15 مارس 1990 ولغاية 29 ديسمبر 1992.
- شغل منصب الرئيس بالنيابة وهو نائب للرئيس منذ 2 أكتوبر 1992.
- حاكم ولاية ميناس جيرايس البرازيلية للفترة من 1 يناير 1999 ولغاية 1 يناير 2003.
- نائب في البرلمان البرازيلي منذ يناير 2011 ولغاية وفاته في 2 يوليو 2011.

## أعماله الأدبية
لديه 19 مادة منشورة متنوعة ما بين مواضيع ومقالات تناقش القضايا النووية والقصص القصيرة.

## وفاته
بعد أن تم تشخيص إصابته بسرطان الدم، تم نقل فرانكو إلى مستشفى ألبرت آينشتاين في ساو باولو، في 21 مايو 2011. في 27 يونيو، ساءت حالته الصحية ثم توفي في صباح يوم السبت 2 يوليو 2011 بعد تعرضه لسكتة دماغية. وأعلن الحداد سبعة أيام من قبل الرئيسة ديلما روسيف.

## روابط خارجية
- إيتامار فرانكو على موقع الموسوعة البريطانية (الإنجليزية)
- إيتامار فرانكو على موقع مونزينجر (الألمانية)